# Massa (Italie)
Pour les articles homonymes, voir Massa.
Massa est une ville d'Italie, capitale de la province de Massa-Carrara en Toscane.

## Géographie

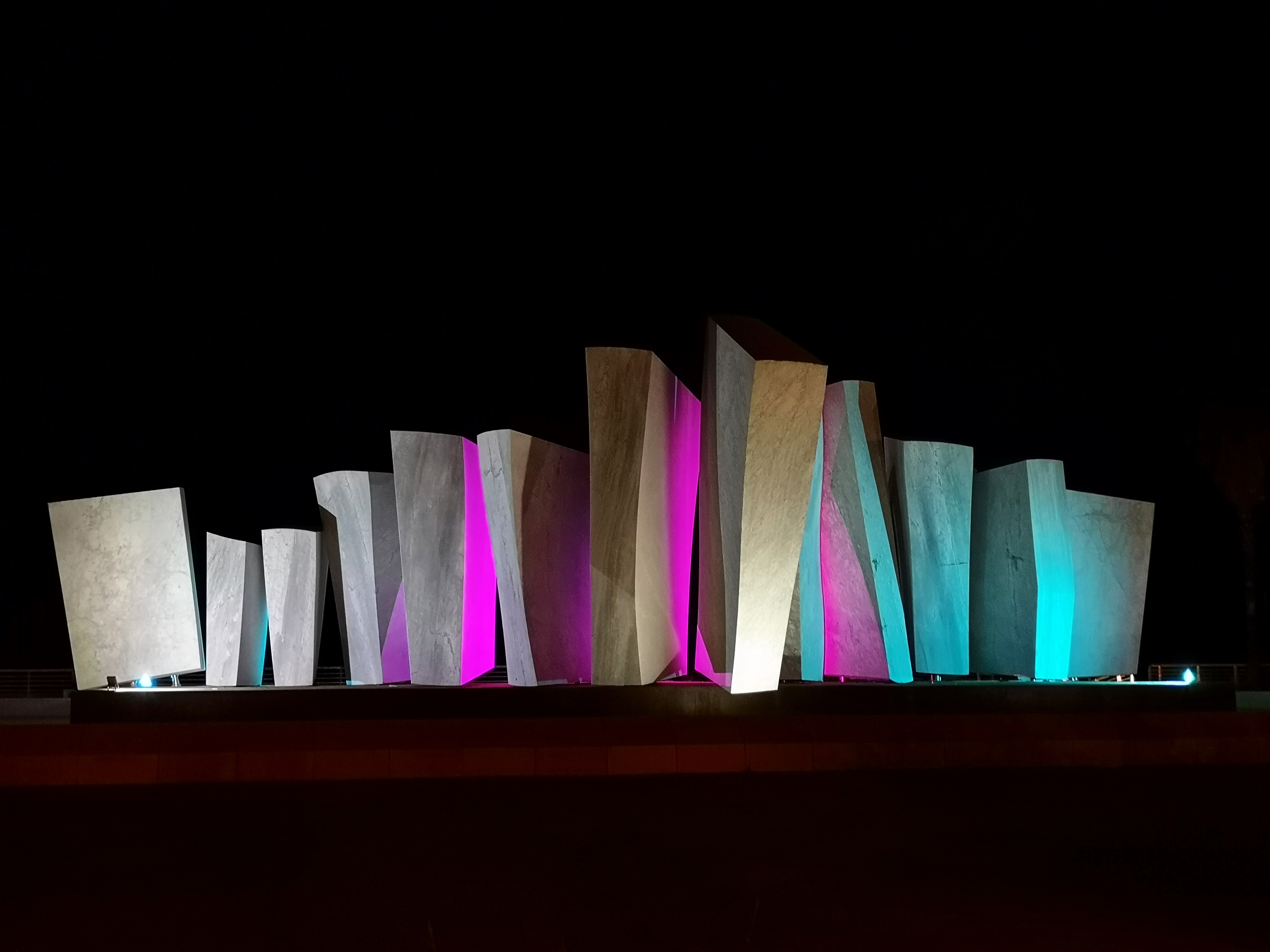
Le Vele, sculpture à Massa formant des voiles. Juin 2020.

Massa est située au nord-ouest de la Toscane à 5 km de la mer, à l'embouchure de la vallée du Frigido.

## Histoire
- Storia di Massa (it)
- Les Murailles de Massa
- La Forteresse Malaspina

## Sports
Le hameau de Marina di Massa a été plusieurs fois une arrivée d'étape du Tour d'Italie :
- 1989, 9e étape, victoire d'Alessio Di Basco ;
- 1996 (29 mai), 11e étape, victoire de Mario Cipollini.

## Personnalités
- Claude Ambroise Régnier (1746-1814), garde des sceaux de l’Empire français, est créé duc de Massa par Napoléon Ier le 15 août 1809 ; d’où descendance. Il existe un hôtel de Massa à Paris, qui a été la propriété de la famille avant de devenir le siège de la Société des gens de lettres de France.

### Personnalités nées à Massa
- Francesco Baratta (mort en 1666), sculpteur italien
- Gaetano Carlo Chelli (1847-1904), romancier
- Adolfo Leoni (1917-1970), coureur cycliste italien
- Roberto Zanetti (1956), chanteur et producteur de disques
- Alberigo Evani (1963), footballeur
- Francesca Piccinini (1979), joueuse de volley-ball
- Nicolò Zaniolo (1999), footballeur
- Aldo Piccinini (1560-1645), corsaire algérien d'origine italienne.

## Administration
| Période                                  | Période       | Identité      | Étiquette                 | Qualité |
| ---------------------------------------- | ------------- | ------------- | ------------------------- | ------- |
| 27 mai 2003                              | 29 avril 2008 | Fabrizio Neri | La Marguerite             |         |
| 29 avril 2008                            | En cours      | Roberto Pucci | La Gauche - l'Arc-en-ciel |         |
| Les données manquantes sont à compléter. |               |               |                           |         |

### Hameaux
Altagnana, Antona, Gronda, Guadine, Marina di Massa, Pariana, Redicesi, Resceto, San Carlo Po, Turano.

### Communes limitrophes
Carrare, Fivizzano, Minucciano, Montignoso, Seravezza, Stazzema, Vagli Sotto.

### Évolution démographique
Habitants recensés

## Jumelages
- Bad Kissingen (Allemagne) depuis 1960 ;
- Vernon (France) ;
- Nowy Sacz (Pologne) depuis 2007.